# Німчич
Ні́мчич (інша назва — Турецька Вершадь) — гірський перевал у Покутсько-Буковинських Карпатах (Українські Карпати). Розташований у Вижницькому районі Чернівецької області, на вододілі річок Виженки і Черемоша.
Висота 580 м. Схили круті, тому дорога йде серпантином з багатьма поворотами. Поблизу перевалу — виходи залізистих мінеральних вод. Поширені низькогірні лісові ландшафти з ялиново-ялицево-буковими лісами. Через перевал раніше проходила автодорога Чернівці — Вижниця — Путила. Але після прокладення нового відтинку Вижниця — Підзахаричі — Хорови вздовж Черемошу перевалом майже не користуються. Німчич — об'єкт туризму, з нього ведуть пішохідні маршрути до пам'яток природи — «Протяті Камені» та «Печера Довбуша».
Північно-східні схили перевалу розташовані в межах Вижницького національного природного парку.
Найближчі населені пункти: с. Виженка, с. Хорови.